# Криология
Криология — комплексная наука о природных объектах и процессах, происходящих в криосфере. Криология исследует физические, химические и минералогические изменения воды при температурах ниже её точки замерзания, а также природные тела и явления, возникающие при отрицательных температурах. В задачи криологии входит также разработка методов прогноза изменений криосферы Земли и её естественно-исторических компонентов как под воздействием естественных, так и антропогенных причин.

## Предмет криологии
Согласно узкому определению, криология охватывает только процессы, происходящие в криосфере Земли. Таким образом, криология рассматривается как раздел геологии, ограничиваясь двумя подразделами:
- геокриология (мерзлотоведение) — изучает многолетнюю криолитозону (зону мерзлоты в земной коре); её подразделом выступает криолитология
- гляциология — изучает гляциосферу (атмосферные льды, наземное и морское оледенение).

В соответствии с широким пониманием, криология — это наука о холоде в целом. В таком случае её необходимо дополнить ещё такими подразделами, как:
- криобиология — раздел биологии, изучающий эффекты воздействия низких температур на живые организмы; практическое применение получает в криомедицине (криохирургия, криотерапия и крионика)
- криогеника — раздел физики низких температур, изучает изменения свойств различных веществ в условиях криогенных температур
- криософия — система представлений о роли мира холода (криосферы) в происхождении и эволюции вещественно-энергетических взаимодействий, в зарождении и поддержании жизни, изучающая наиболее общие существенные характеристики криосферы и её фундаментальные взаимоотношения с другими компонентами Вселенной.

## История
В 1908 году в Париже состоялся 1-й Международный конгресс по холоду, на котором была образована Международная холодильная ассоциация (ныне Международный институт холода). Идея разработки философской и методологической базы криологии была сформулирована академиком РАН В. П. Мельниковым